# عضد
العَضُد (يذكر ويؤنث) (بالإنجليزية: Upper arm أو ببساطة Arm)‏ (الاسم العلمي: Brachium) في التشريح هي القطعة التي تربط الكتف مع المرفق. وتُسمّى في العديد من كتب الطب ذراعًا.

## التشريح
تحتوي عضد الإنسان على عظام ومفاصل وعضلات وأعصاب ووأوعية دموية. العديد من هذه العضلات تُستخدم في الأمور اليومية.

### التركيب العظمي والمفاصل

عظام العضد في الإنسان

عظم العضد هو عظم الجزء العلوي من الطرف العلوي. يتصل مع عظم الكتف أعلاه عبر مفصل الكتف ومع عظم الزند وعظم الكعبرة تحته عبر مفصل المرفق.

#### مفصل المرفق
مفصل المرفق هو مفصل رزّي (يتحرك مثل حركة الباب) بين النهاية البعيدة لعظم العضد والنهايتين القريبتين لعظمي الزند والكعبرة. عظم العضد من الصعب كسره حيث إنه مبني لتحمل ضغط يبلغ حتى ال135 كغم.

### مقصورات لفاف-العظم
تقسم العضد بواسطة طبقة لفافية (تعرف بالحاجز بين-العضلات الوحشي والإنسي) تقسم العضلات إلى مقصورتي لفاف-العظم:
- الحيز الأمامي للعضد
- الحيز الخلفي للعضد

تندمج اللفافة مع السمحاق (طبقة العظم الخارجية) لعظم العضد. تحتوي المقصورات على عضلات تتعصب بنفس العصب وتقوم بنفس الوظيفة.
يوجد عضلتين أخرتين تعتبر موجودة جزئياً في العضد:
- جزء من جسم العضلة الدالية الكبيرة يعتبر موجوداً في المقصورة الأمامية. هذه العضلة هي العضلة المبعِّدة الأساسية للطرف العلوي وتمتد عبر الكتف.

- العضلة العضدية الكعبرية تنشأ في العضد ولكنها ترتكز في الساعد. هذه العضلة مسؤولة عن التفاف اليد لكي تواجه راحة اليد إلى الأمام (استلقاء)

### الحفرة المرفقية
الحفرة المرفقية لها أهمية سريرية كبيرة لبزل الوريد لقياس ضغط الدم. وهي عبارة عن مثلث خيالي له الحدود التالية:
- وحشياً الحافة الأنسية للعضلة العضدية الكعبرية.
- إنسياً الحافة الوحشية للعضلة الكابة المدورة.
- علوياً الخط بين اللقمتين، وهو خط خيالي بين لقمتي عظم العضد
- أرضية الحفرة هي العضلة العضدية.
- السقف عبارة عن الجلد ولفافة العضد والساعد.

التركيبات التي تمر عبر الحفرة المرفقية هي مهمة جداً. يكون ترتيب دخولها الساعد من الإنسي إلى الوحشي:
- العصب الناصف الذي يبدأ بالتفرع.
- الشريان العضدي.
- وتر العضلة ذات-الرأسين العضدية.
- العصب الكعبري.
- الوريد المرفقي الناصف هذا الوريد المهم هو مكان بزل الوريد. يربط الوريد البازلي (أو الباسليق)، والوريد الرأسي (أو القيفال أو الوريد الرأسي).
- عقد لمفاوية.

### التعصيب
العصب العضلي الجلدي من C5 وC6 وC7، هو المزود الرئيسي لعضلات الحيز الأمامي. ينشأ من الحبل الوحشي للضفيرة العضدية. يثقب العضلة الغرابية العضدية ويعطي فروعاً للعضلة، بالإضافة إلى العضلة ذات الرأسين العضدية والعضلة العضدية. ينتهي بشكل العصب الجلدي الأمامي للساعد.
العصب الكعبري، الذي تأتي أليافه من العصب الشوكي الرقبي الخامس حتى العصب الشوكي الصدري الأول، ويبدأ كاستمرار للحبل الخلفي للضفيرة العضدية. يدخل هذا العصب الحيز المثلثي السفلي (وهو مساحة خيالية حدودها هي، بالإضافة إلى أخر، جسم العضد والعضلة الثلاثية الرؤوس العضدية) للعضد ويتوضع إلى العمق من العضلة الثلاثية الرؤوس العضدية. هنا يسير مع شريان عميق للعضد (الشريان العميق العضدي)، الذي يتوضع في التلم الكعبري للعضد. هذا الواقع هو مهم جداً سريرياً حيث إن أي كسر للعظم عند جسم العضد قد يسبب أذى أو قطع في العصب.
الأعصاب الأخرى المارة لا تعطي أي تعصيب لمحتويات العضد، وتشمل الأعصاب التالية:
- العصب الناصف (أليافه من C5 وحتى T1) هو فرع من الحبلين الأنسي والوحشي للضفيرة العضدية يمر هذا العصب عبر العضد في مستو بين العضلتين ذات الرأسين العضدية وثلاثية الرؤوس العضدية. في الحفرة المرفقية يقع العصب إلى العمق من العضلة الكابة المدورة والتراكيب الأكثر أنسية في الحفرة. يتابع العصب في الساعد.
- العصب الزندي (أليافه من C7 وحتى T1) هو استمرار للحبل الأنسي للضفيرة العضدية. يمر العصب في نفس المستوي الذي يمر عبره العصب الناصف بين العضلتين ذات الرأسين العضدية وثلاثية الرؤوس العضدية. ضمن المرفق يسير العصب خلف اللقيمة الأنسية للعضد. هذا يعني أن الكسر اللقمي للعضد يمكن أن يؤذي هذا العصب.

### التروية الدموية والتصريف الوريدي

#### الشرايين
الشريان الرئيسي في العضد هو الشريان العضدي.

## صور أخرى

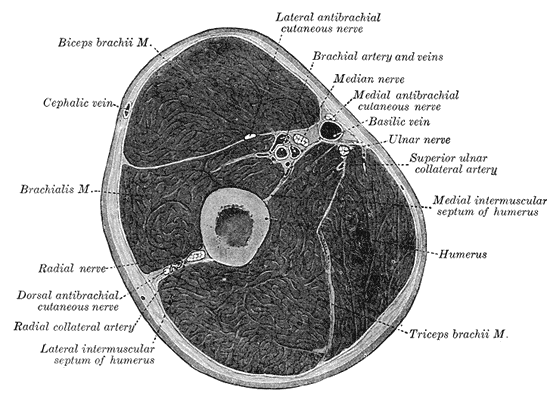
مقطع عرضي للعضد